# Ланна (держава)

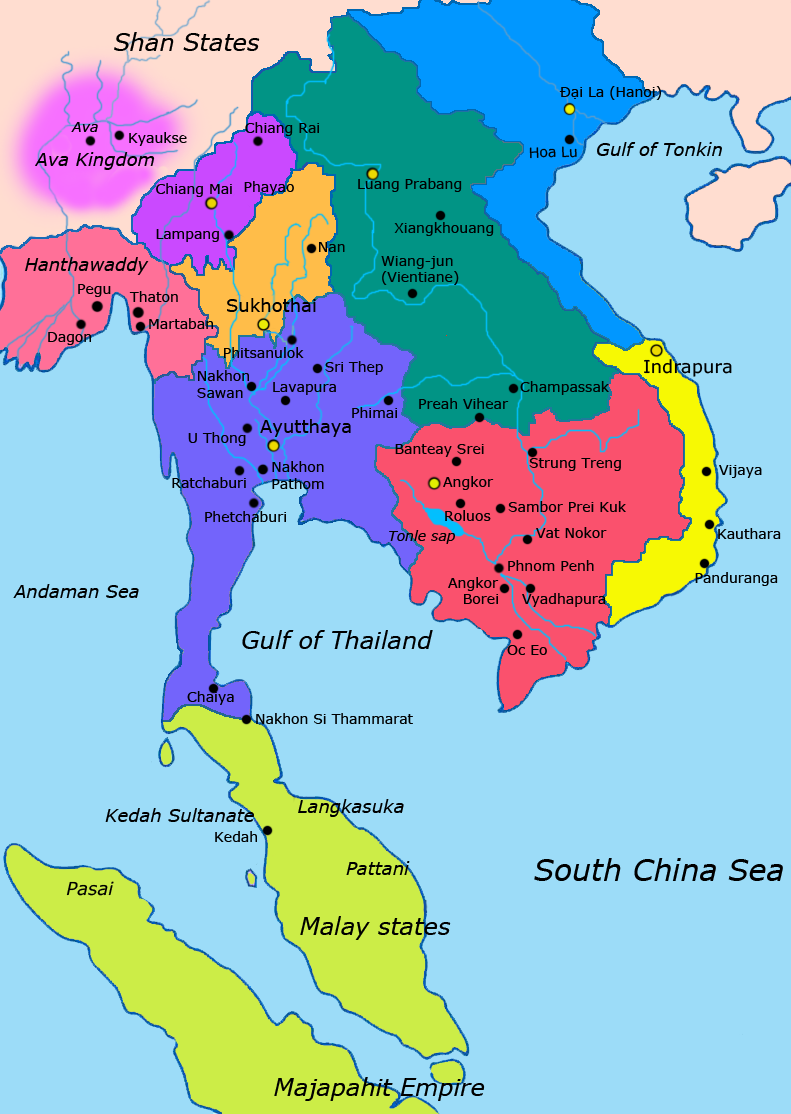
Південно-Східна Азія в 1400 році
Темно-зелений: Лансанг
Пурпурний: Ланна
Помаранчевий: Сукхотай
Фіолетовий: Аюттхая
'Червоний' : Кхмерська імперія
Жовтий: Чампа
Блакитний: Дайв'єт

Ланна (також Ланнатай, Ланнатхай, тай. อาณาจักร ล้าน นา, дос. «Мільйон рисових полів») — середньовічна історична держава, що існувала на півночі сучасного Таїланду.

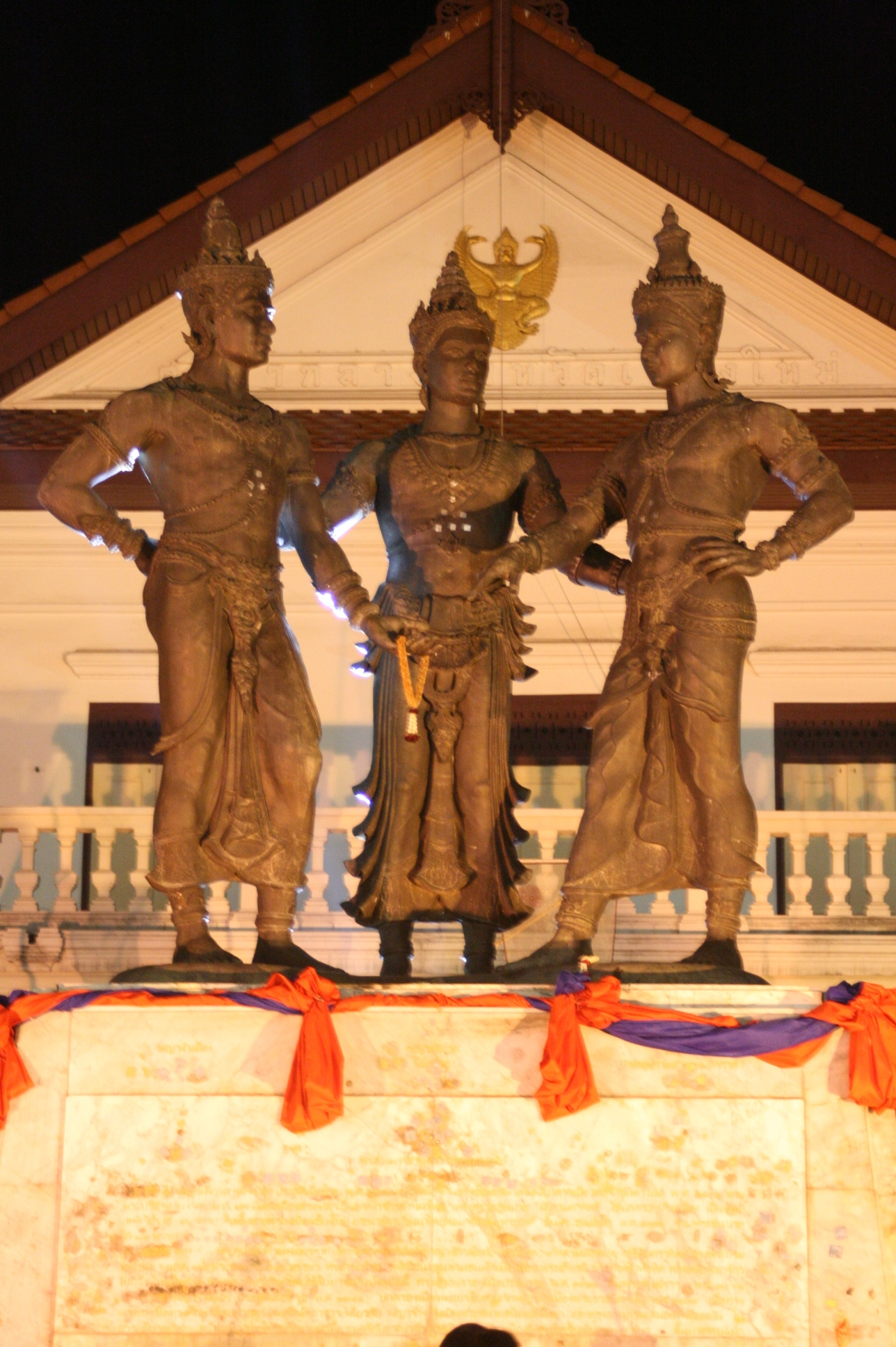
Пам'ятник трьом королям в Чиангмаї

Центром держави було місто Чиангмай. Державу заснував правитель Менграй Великий в 1296 році. XIV -XV століття були «золотою добою» царства, яке розширилося, приєднавши інші царства (до території Нану). Аюттхая та інші держави намагалися завоювати Ланну, але без успіхів. В XVI столітті почався занепад, що підсилився в 1526 році після смерті правителя Кео. Інша тайська держава, Сукхотай, навпаки, була союзницею Ланни. У 1558 році Ланна потрапила у васальну залежність від бірманців, які через 20 років встановили своє повне правління.
Бірманське правління тривало до 1774 року, після чого територія з трьома напівзалежними князівствами перейшла під протекторат Сіаму. У сучасний Таїланд вони увійшли лише в XX столітті. До 1939 року номінально королем вважався Кео Наоварат (Інкео), хоча влада належала королю Сіаму.
Прапором Ланнатаї було червоне полотнище з білим слоном.
На півночі Таїланду до теперішнього часу збереглися пам'ятники періоду держави Ланна.